# حواصیل گردن‌سفید
حواصیل گردن‌سفید (نام علمی: Ardea pacifica) نام یک گونه از سرده حواصیل‌های نمادین است.

## نگارخانه

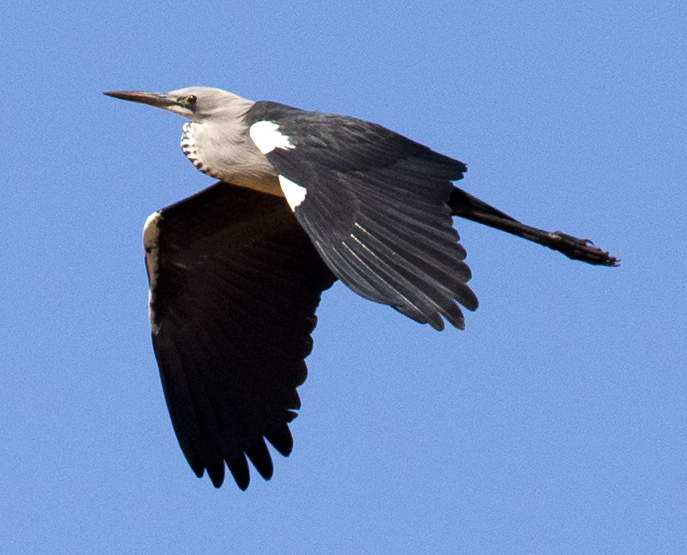
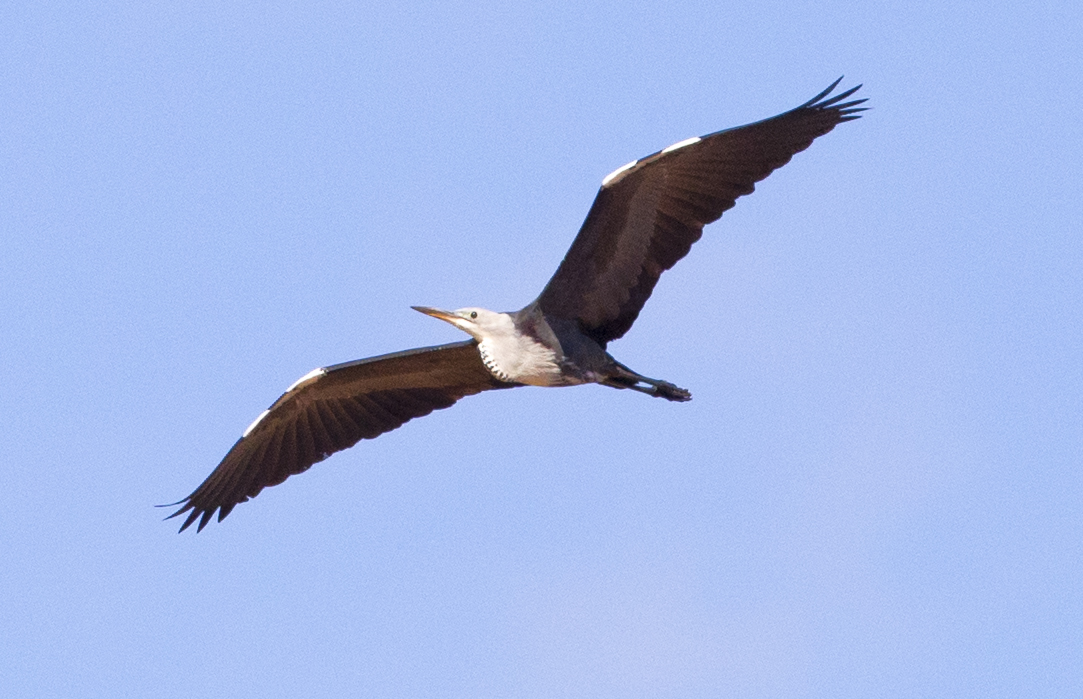
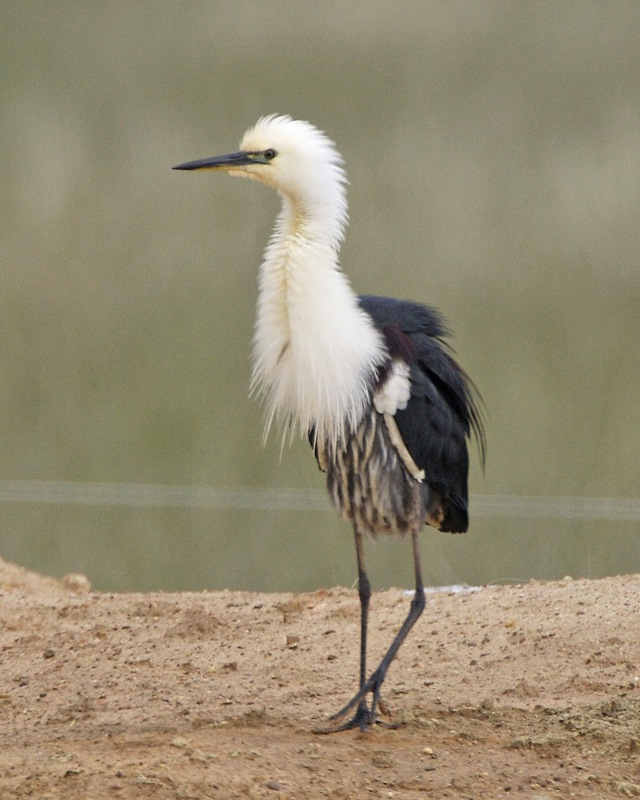